# Fuad Jakubowski
Fuad Borisowicz Jakubowski (ros. Фуа́д Бори́сович Якубо́вский, ur. 16 sierpnia 1908 w Małachowce k. Moskwy, zm. 27 marca 1975 w Moskwie) – radziecki polityk, minister montażowych i specjalnych prac budowlanych ZSRR (1965-1975).
1930 ukończył Moskiewski Instytut Energetyczny, potem pracował jako inżynier, projektant, główny inżynier biura elektromontażowego i zarządu montażowego i szef zarządu montażowego. Od 1944 w WKP(b), 1947-1952 szef Głównego Zarządu Ministerstwa Budowy Przedsiębiorstw Inżynieryjnych, 1952-1953 zastępca ministra budowy przedsiębiorstw inżynieryjnych, 1953-1954 szef Głównego Zarządu Ministerstwa Budownictwa ZSRR, 1954-1957 zastępca ministra budownictwa ZSRR. Od 1957 zastępca, od 1962 I zastępca ministra budownictwa Rosyjskiej FSRR, od 1963 I zastępca ministra prac montażowych i specjalnych Rosyjskiej FSRR, od czerwca 1963 przewodniczący Państwowego Przedsiębiorczego Komitetu ds. Montażowych i Specjalnych Prac Budowlanych ZSRR przy Państwowym Komitecie Budownictwa ZSRR w randze ministra ZSRR. Od października 1965 do śmierci minister montażowych i specjalnych prac budowlanych ZSRR, od 1966 zastępca członka KC KPZR. Deputowany do Rady Najwyższej ZSRR od 7 do 9 kadencji. Pochowany na Cmentarzu Nowodziewiczym w Moskwie.

## Odznaczenia
- Order Lenina (trzykrotnie)
- Order Rewolucji Październikowej
- Order Czerwonego Sztandaru Pracy (trzykrotnie)